# Chèvre de Savoie
La chèvre de Savoie (ou Alpine polychrome) est une population caprine française à faible effectif ; elle compte aujourd’hui environ 1000 individus. Elle est reconnue comme race en 2020.

## Histoire

### Origine et déclin
Comme son nom l'indique, elle est originaire des actuelles régions de Savoie et vallée d'Aoste (réunies jusqu'en 1860, sous l'égide de la maison de Savoie.) où sa population est ancienne. Elle regroupait un grand nombre de robes à poil ras, dont la robe chamoisée. Cette dernière, sélectionnée génétiquement, a donné la race à haute performance nommée alpine. Depuis, la robe chamoisée ne fait plus partie de la population savoyarde.
Les chèvres ne se présentaient pas en grands troupeaux, souvent en appoint de l'élevage bovin laitier. Lors de la montée en alpage, nombre de chèvres restaient dans la vallée pour fournir à la famille de l'éleveur son lait, d'autres participaient à la transhumance. Ces types d'élevage différents ont forgé une race rustique, apte à la longue claustration hivernale, comme à la marche et aux nuitées en montagne.
Au XXe siècle, la chèvre de Savoie fut reconnue par les zoologistes, cependant, ils ne menèrent pas de recherches approfondies et ne la prirent donc pas en compte comme une race à proprement parler, il en était ainsi pour bon nombre de races caprines françaises. De plus, la recherche de la productivité a conduit une majorité d'éleveurs à convertir progressivement leur troupeau en race alpine ou saanen. Cette population n'est pas reconnue dans la liste des races françaises, mais un registre généalogique a été ouvert afin de répertorier les animaux.

### Sauvegarde et renaissance
À la suite de la publication au début des années 2000 d'un article sur le journal de fermedisant qu'il ne restait presque plus de chèvres de Savoie, des éleveurs aidés par un technicien caprin fondèrent le 12 janvier 2001 à Thônes l'association de sauvegarde de la chèvre de Savoie, cette association ayant pour but de sauvegarder et de développer la chèvre de Savoie. 
Depuis 2011, l’association a créé une pépinière où sont regroupées des chevrettes de la race de Savoie venant de différents élevages pour être élevées et vendues. cette idée originale a bien réussi car en 2012 la pépinière reçut 84 cabris dont plus de la moitié fut vendue à des particuliers ou à des éleveurs.
Le renouveau de la race est donc dû à la sauvegarde de la chèvre de Savoie qui fut réalisée par cette association car, en dix ans, le nombre de chèvres de cette race est passé d'environ 400 individus à plus de 1000, la demande venant surtout de nouveaux agriculteurs soucieux des races locales. Elle est reconnue comme race en 2020 par le ministère de l'agriculture.

## Morphologie
Les cornes sont parallèles et courbées vers l'arrière. Le pelage est court et quatre types de robes sont inventoriés : 
- type à barrette : robe sombre, souvent noire, mais parfois chocolat ou gris. La tête est blanche, barrée de deux lignes sombres des cornes à la bouche. Les pattes sont blanches. Le blanc peut être remplacé par du beige ou marron clair ;
- type pie : elle concerne une robe blanche tachetée. Le pourcentage blanc-couleur est variable et la couleur va du beige clair au noir. Les taches peuvent avoir plusieurs couleurs, donnant le type polychrome inclus dans le type pie ;
- type monochrome : de nombreuses couleurs sont admises, du blanc au noir, en passant par le crème, le roux ou le chocolat (ce type étant plus rare) ;
- type cou clair : la partie avant est claire, crème à marron clair et l'arrière sombre, chocolat à noir. Deux barrettes sombres relient les cornes à la bouche. Ce type est à l'origine de la race cou clair du Berry[7].

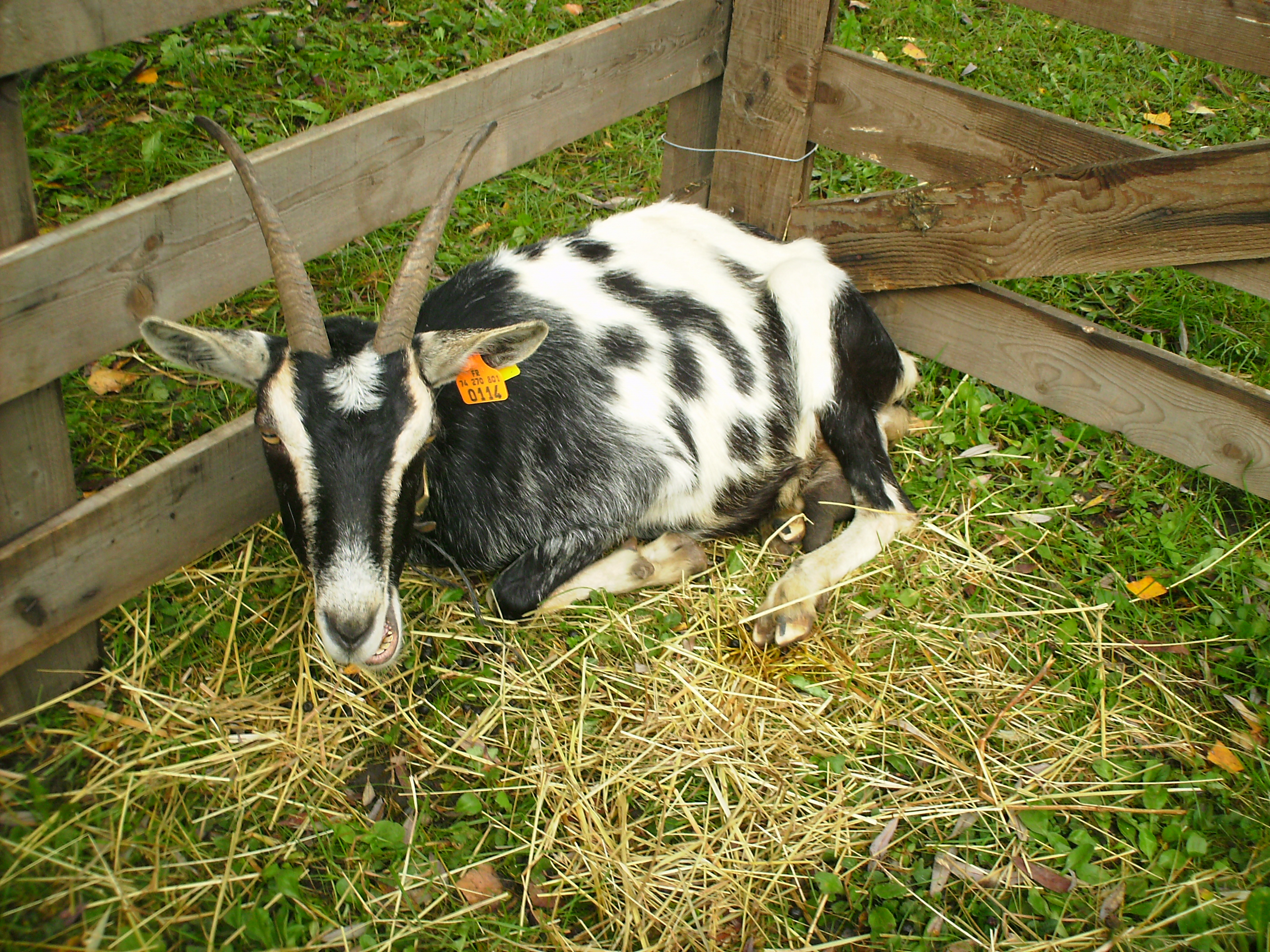
Chèvre de Savoie type pie.

## Aptitudes
Autrefois, la chèvre donnait son lait, bu ou transformé en fromage, et sa viande. Les gigots pouvaient être salés, séchés ou fumés pour la conservation. L'élevage est désormais principalement tourné vers la production fromagère, même si la viande de chevreau est consommée à la période de sevrage.

### Production laitière
La production moyenne de lait est d'environ 590 kg de lait pour une durée de lactation de 256 jours. Son lait présente de très bons taux: 17.8 kg de matière grasse,  35. kg de taux butyreux, 14.1 kg de matière protéique, 29 kg de TP (taux de caséine). 
Le lait produit est surtout transformé en fromages à pâte pressée cuite comme le chevrotin, les tommes. Le fromage à pâte persillée comme le persillé des Aravis ou en fromage lactiques.

### Rusticité de la race
La chèvre de Savoie est une chèvre très rustique car adaptée aux conditions rudes du climat montagnard (longues marches, claustration hivernale...). Très résistante aux changements climatiques et aux basses températures, elle était utilisée pour débroussailler les recoins de montagne trop accidentés.

## Sources